# 智利国会
智利国会（西班牙語：Congreso Nacional de Chile）是智利的国家立法机关。智利国会实行两院制，由智利参议院和智利众议院组成。眾議員每届任期為4年，參議員每屆任期為8年。2015年通過的改革把眾議員人數從120人增至155人，從2017年選舉開始實施，參議員人數則從38人逐步增至50人。
智利國會成立於1811年7月4日。
智利实行立法、行政、司法三权分立的政治体系。国会独立于政府和最高法院。宪法法院是宪法监督和解释机关，其10名成员中有2人由参议院直接任命，2人由众议院提名经参议院认可后成为正式宪法法院成员。